# Marok (Šikloška mikroregija, Baranjska županija)
Marok (mađ. Márok, nje. Marok) je selo u južnoj Mađarskoj.
Zauzima površinu od 15,93 km četvorna.

## Zemljopisni položaj
Nalazi se na 45° 52' 25" sjeverne zemljopisne širine i 18° 30' 31" istočne zemljopisne dužine, istočno od Viljanske planine. Viljan je 2,5 km zapadno, Viraguš je 1,5 km zapadno, Pócsa je 3 km sjeverozapadno (2 km od Marotszentmartona), kuće u nekad samostalnom selu Marótszentmártonu su 500 m sjeverozapadno od Maroka, Titoš je 3,5 km sjeveroistočno (2,5 od Marotszentmartona), Lipovo je 3 km istočno, Lipovica je 3,5 km južno-jugoistočno, Lapandža je 4 km južno, a Madžarboja je 2 km jugozapadno.

## Upravna organizacija
Upravno pripada Šikloškoj mikroregiji u Baranjskoj županiji. Poštanski broj je 7774.
Do 1950. je nosilo ime Némethmárok, a iste godine mu je upravno pripojeno selo Marótszentmárton, koji je iste godine već bio promijenio ime iz (prije se zvao Hercegszentmárton).

## Promet
Kroz sjeverni dio sela (kroz Marótszentmárton) prolazi prolazi željeznička pruga Pečuh – Viljan – Mohač. U selu je željeznička postaja. 2 km zapadno kod Viraguša skreće odvojak ove pruge prema Hrvatskoj, prema Belom Manastiru i dalje prema velikom čvorištu željezničkog prometa Osijeku.

## Stanovništvo
Marok ima 529 stanovnika (2001.). Mađari su većina. U selu živi 18,5% Nijemaca koji u selu imaju manjinsku samoupravu te nekoliko Hrvata. 82,9% stanovnika su rimokatolici, 10,4% je kalvinista.

## Vanjske poveznice
- Marok na fallingrain.com